# Afrolarinus
Afrolarínus — рід жуків родини Довгоносики (Curculionidae).

## Зовнішній вигляд
До цього роду відносяться жуки середнього розміру, довжина їхнього тіла знаходить у межах 10.7-18.5 мм. Основні ознаки
- передньоспинка грубо скульптурована, із тонким поздовжнім піднятим кілем, лопатями за очима, трапецієподібна, із перехватом біля переднього краю, середина заднього краю трикутно витягнута до щитка;
- очі вузькі, овальні, опуклі;
- головотрубка слабо вигнута донизу, злегка звужена допереду, з двома борозенками зверху;
- членики вусиків лежать компактно
- основа надкрил ширша за основу передньоспинки, надкрила сильно опуклі і поступово звужені до вершин;
- кігтики лапок однакового розміру і зрослися біля своєї основи;
- черевце знизу має трапецієподібну форму.

Докладний опис морфології і фотографії видів цього роду див.

## Спосіб життя
Невідомий, ймовірно, він є типовим для представників спорідненого роду Larinus. Розвиток пов'язаний з рослинами роду Echinops L. (головатень) (Айстрові)

## Географічне поширення
Ареал роду обмежений тропічною Африкою (див. нижче).

## Класифікація
Описано 2 види цього роду:
- Afrolarinus moestus (Chevrolat, 1882) — Конго, Ефіопія, Кенія, Гвінея, Руанда, Судан
- Afrolarinus flavomaculatus (Hustache, 1925) — Центральноафриканська Республіка, Судан